# MI9
El MI9, la Sección 9 del Directorio de Inteligencia Militar Británica, fue un departamento altamente secreto de la Oficina de Guerra entre 1939 y 1945. Durante la Segunda Guerra Mundial tenía dos tareas principales: (1) ayudar a escapar a los prisioneros de guerra aliados retenidos por los países del Eje, especialmente la Alemania nazi; y (2) ayudar al personal militar aliado, especialmente a los aviadores derribados, a evadir la captura después de haber sido derribados o atrapados tras las líneas enemigas en los países ocupados por el Eje. Durante la Segunda Guerra Mundial, unos 35000 militares aliados, muchos de ellos ayudados por el MI9, escaparon de los campos de prisioneros de guerra o eludieron su captura y se dirigieron a los países aliados tras quedar atrapados tras las líneas enemigas.
La actividad más conocida del MI9 fue la creación y el apoyo a las líneas de escape y evasión, especialmente en Francia y Bélgica, que ayudaron a 5000 aviadores británicos y estadounidenses derribados a eludir la captura y volver al servicio. Las rutas habituales de huida de la Europa ocupada eran hacia el sur, hacia Suiza, o hacia el sur de Francia y luego por los Pirineos hacia la España y Portugal neutrales. El MI9 entrenó a soldados y aviadores aliados en tácticas de evasión y fuga y ayudó a escapar a los prisioneros de guerra estableciendo comunicaciones clandestinas y proporcionándoles dispositivos de fuga.

## Origen
El MI9 se creó oficialmente el 23 de diciembre de 1939, bajo la dirección del comandante (más tarde brigadier) Norman Crockatt, antiguo miembro de The Royal Scots (el regimiento real). En diciembre de 1941, una subsección del MI9 se convirtió en un departamento independiente, el MI19. Al principio, el MI9 estaba ubicado en la habitación 424 del Hotel Metropole, en Northumberland Avenue, Londres. Con el espacio limitado en el Metropole, también se ocupó un piso en el requisado Great Central Hotel, frente a la Estación de Marylebone, donde se interrogaba a los fugados de los campos de prisioneros de la Segunda Guerra Mundial sobre su viaje de vuelta a casa. Después de que una bomba alemana causara ligeros daños en el Hotel Metropole en septiembre de 1940, Crockatt trasladó el MI9 a una gran casa de campo, Wilton Park, Beaconsfield, Buckinghamshire.
Al principio, el MI9 recibía poco apoyo financiero y carecía de personal debido a las luchas de poder y los choques de personalidad con el MI6, el "más antiguo y más grande" de los servicios secretos británicos. El jefe adjunto del MI6 era Claude Dansey, conocido como ACSS. Dansey mantenía, en nombre del MI6, un control considerable sobre el MI9, sobre todo porque no deseaba que los servicios secretos advenedizos, como el MI9, la Dirección de Operaciones Especiales (DOE) y el Ejecutivo de Guerra Política (EGP), compitieran o interfirieran en la función de recopilación de información del MI6.
Dos secciones póstumamente conocidas del MI9 son la Escuela de Inteligencia 9, sección d, conocida como IS9(d) o "Sala 900", y "Q". La Sala 900 estaba formada por James Langley y Airey Neave (con el nombre en clave de "Saturday"), que se incorporaron al MI9 en 1941 y 1942 respectivamente. Ambos eran soldados que habían escapado del cautiverio alemán. Langley y Neave se ocuparon de crear y apoyar líneas de fuga y evasión en Europa. "Q", con Christopher Hutton y Charles Fraser-Smith, se encargaba de inventar dispositivos para ayudar a los soldados a evadir o escapar de la captura. "Q" se hizo famoso en la ficción por las películas de James Bond.

## Líneas de fuga
Tras la evacuación de Dunkerque en junio de 1940, se crearon líneas de escape para los soldados y aviadores aliados que quedaban atrapados tras las líneas enemigas. La mayoría de los soldados británicos que quedaron atrás fueron capturados o se rindieron, pero alrededor de 1000 soldados varados en Francia se negaron a rendirse, eludieron la captura de los alemanes y finalmente lograron regresar a Gran Bretaña con la ayuda de las líneas de escape. Al principio, las líneas de fuga fueron creadas y financiadas por los ciudadanos de Francia y Bélgica que se oponían a la ocupación alemana de sus países.
Muchos de los soldados varados se dirigieron a Marsella, en la Francia de Vichy, teóricamente independiente pero que era un estado títere de la Alemania nazi. Los residentes de Marsella crearon la Línea Pat O'Leary para ayudar a los soldados británicos en Marsella a escapar a la España neutral, ya sea en barco o cruzando los Pirineos a pie. En julio de 1940, el MI9 envió a España y Portugal a un joven llamado Donald Darling (cuyo nombre en clave era "Sunday") para ayudar a la incipiente línea Pat a exfiltrar soldados de Francia a España. En la Bélgica ocupada por los nazis, los belgas crearon la línea Comet. El MI9 se enteró de la existencia de Comet en septiembre de 1941, cuando una joven, Andrée de Jongh, apareció sin avisar en el Consulado Británico de Bilbao con un soldado británico a cuestas al que había guiado a través de la Francia ocupada por los alemanes desde Bélgica. Prometió traer más soldados si el MI9 pagaba los gastos de la Línea Comet. Un diplomático británico, Michael Creswell (llamado en clave "Monday"), se convirtió en el principal contacto de la Línea Comet en España.
Trabajar para las líneas de fuga era, sin duda, la actividad de resistencia más peligrosa de Europa y aproximadamente la mitad de los "ayudantes" (como se les llamaba) eran mujeres, en su mayoría jóvenes, que podían viajar con menos dificultad y eran menos sospechosas para los alemanes que los hombres. La Línea Comet rechazó inicialmente toda la asistencia y el asesoramiento del MI9, excepto el reembolso de los gastos (de 200 a 300 dólares estadounidenses de 1942 por cada aviador o soldado entregado a España). La línea Pat recibió asistencia financiera del MI9 y también operadores inalámbricos a partir de abril de 1942 para las comunicaciones entre Marsella y el cuartel general del MI9.
A medida que aumentaban los bombardeos aliados sobre la Europa ocupada en 1942, el énfasis de las líneas de fuga pasó a ser el rescate y la exfiltración de aviadores que habían sido derribados o se habían estrellado en territorio controlado por los nazis. Los alemanes consiguieron destruir en su mayor parte la línea Pat y debilitar la línea Comet, por lo que se crearon líneas adicionales, a veces por iniciativa del MI9. El MI9 creó la Línea de Escape de Shelburne, que exfiltró a los aviadores derribados en barco desde la costa de Bretaña hasta Inglaterra, y en la Operación Maratón estableció un campamento secreto para albergar a los aviadores derribados en un bosque remoto hasta que pudieran ser rescatados por las fuerzas aliadas tras la exitosa Invasión de Normandía en Francia.

## Medio Oriente
A finales de 1940, el Teniente Coronel (más tarde brigadier) Dudley Clarke llegó a El Cairo a petición del comandante en jefe de Medio Oriente, el general Sir Archibald Wavell. La función principal de Clarke era gestionar el engaño militar en la región. Como cobertura de esta misión secreta, también se le asignó la tarea de gestionar la presencia del MI9 en Oriente Medio. Después de que Clarke creara su departamento de engaño de la Fuerza "A", esta cobertura se extendió a toda la oficina; y durante un tiempo la Fuerza "A" representó al MI9 en la región hasta más adelante en la guerra, cuando ambos volvieron a separarse.

## Ayudas para la evacuación
El MI9 fabricó varias ayudas para la evasión que envió a los campos de prisioneros de guerra. Muchos de ellos se basaban en las ideas de Christopher Hutton. Hutton resultó ser tan popular que se construyó un búnker subterráneo secreto en medio de un campo donde podía trabajar en paz.
Hutton fabricó brújulas que se escondían dentro de bolígrafos o botones de túnica. Utilizaba hilos de la izquierda para que, si los alemanes las descubrían y el buscador intentaba abrirlas con un tornillo, sólo se apretaran. Imprimió mapas en seda, para que no crujieran, y los disfrazó de pañuelos, escondiéndolos dentro de latas de conserva. Para la tripulación de los aviones diseñó botas especiales con perneras desmontables que podían convertirse rápidamente en zapatos civiles, y tacones huecos que contenían paquetes de comida seca. Una hoja de afeitar imantada indicaba el norte si se colocaba sobre el agua. Algunos de los uniformes de repuesto que se enviaban a los prisioneros podían convertirse fácilmente en trajes civiles. Los oficiales prisioneros en el Castillo de Colditz solicitaron y recibieron un plano completo del castillo.
Hutton también diseñó un cuchillo de escaper: una hoja fuerte, un destornillador, tres sierras, una ganzúa, una herramienta de forzado y un cortador de alambre.
El MI9 recurrió a los servicios del antiguo mago Jasper Maskelyne para diseñar escondites de ayuda a la huida, como herramientas ocultas en bates de cricket y bates de béisbol, mapas ocultos en naipes y dinero real en juegos de mesa.
El MI9 también introdujo en los campos de prisioneros de guerra documentos de identidad alemanes falsos, cupones de racionamiento y órdenes de viaje.
El MI9 enviaba las herramientas en paquetes a nombre de diversas organizaciones benéficas, generalmente inexistentes. No utilizaron paquetes de la Cruz Roja para no violar los Convenios de Ginebra y para evitar que los guardias restringieran el acceso a ellos. El MI9 confiaba en que sus paquetes no fueran registrados por los alemanes o en que los prisioneros (advertidos por un mensaje secreto) pudieran retirar el contrabando antes de que fueran registrados. Con el tiempo, los guardias alemanes aprendieron a esperar y encontrar las ayudas para la fuga.
Pat Reid describe en su libro la historia de un paquete de discos que se envió a los prisioneros de Colditz en la Segunda Guerra Mundial. Un soldado sacó el suyo del paquete y tropezó. Se estrelló contra el suelo y reveló dinero y documentos de identidad falsos. Desgraciadamente, todos los demás se dedicaron a romper sus discos con la esperanza de encontrar algún objeto de fuga en su interior, destruyendo sus discos reales sin encontrar nada dentro.
El MI9 encargó al fabricante británico de juegos Jaques de Londres la producción de una variedad de juegos (desde juegos de mesa hasta deportes) que contenían numerosos dispositivos de escape y evasión. Entre ellos se encontraban juegos de ajedrez de viaje y de tamaño completo, con contrabando dentro de los tableros de madera, las cajas o las propias piezas de ajedrez, tenis de mesa, tenis, raquetas de bádminton que contenían dinero, mapas y brújulas en miniatura, tableros de dardos llenos de dispositivos y herramientas de evasión, tableros de medio penique de empuje, ahuecados y llenos de ayudas para la evasión, y juegos en cajas más grandes que contenían aún más contrabando. No fue hasta que se desplegaron máquinas de rayos X en los campos de prisioneros de guerra alemanes, que las autoridades alemanas comenzaron a capturar cantidades significativas de material de fuga.
En el sur de China, la unidad del MI9 Grupo de Ayuda del Ejército Británico ayudó a los prisioneros de guerra de los campos japoneses a escapar a China durante la Segunda Guerra Mundial. El grupo estaba estrechamente vinculado al Regimiento Chino de Hong Kong.

## Miembros destacados
- Peter Baker
- Michael Bentine
- Charles Fraser-Smith
- Christopher Hutton
- James Langley
- Airey Neave

El personal del MI9 (En Wilton Park. Beaconsfield, Bucks. Febrero de 1940)
- Teniente Coronel N.R. Crockatt (GSO1)
- Teniente Comandante P.W. Rhodes R.N.
- Capitán C Clayton-Hutton (I.O.)
- Capitán H.B.A. de Bruyne (I.O.)
- Capitán L. Winterbottom
- Teniente de Vuelo A.J. Evans
- Mayor C.M. Rait (GSO3)
- Mayor V.R. Isham (GSO2)